# Platypeza rhodesiensis
Platypeza rhodesiensis är en tvåvingeart som först beskrevs av Kessel 1957.  Platypeza rhodesiensis ingår i släktet Platypeza och familjen svampflugor.
Artens utbredningsområde är Zimbabwe. Inga underarter finns listade i Catalogue of Life.